# Горни Стубол
 Тази статия е за едното пробищипско село.  За другото вижте Долни Стубол.  
Горни Стубол (на македонска литературна норма: Горни Стубол) село в община Пробищип, Северна Македония.

## География
Селото се намира в южното подножие на еруптивната планинска верига Плавица — Манговица (Църни връх). В близост е Сакуличкият проход, през който в миналото минава кервански път, свързващ Велес с Кюстендил.
Землището му е 7,9 км2, като земеделската площ е 757 хектара, от които 330 хектара са земеделски земи, 249 хектара пасища и 133 хектара гори.
Двете села Горни и Долни Стубол са наричани общо Стублите.

## История
В края на XIX век Горни Стубол е село в Кратовска каза на Османската империя. Според статистиката на Васил Кънчов („Македония. Етнография и статистика“) към 1900 година в селото живеят 182 българи християни.
В началото на XX век населението на Горни Стубол е под върховенството на Българската екзархия. По данни на секретаря на екзархията Димитър Мишев (La Macédoine et sa Population Chrétienne) в 1905 година в Горни Стубол (Gorni-Stoubol) има 232 българи екзархисти и 12 власи и функционира българско училище.
При избухването на Балканската война в 1912 година 13 души от Стубол (Горни и Долни) са доброволци в Македоно-одринското опълчение. В 1913 година след Междусъюзническата война селото попада в Сърбия, а по-късно – в Югославия.
Според преброяването от 2002 година Горни Стубол има 99 жители – 54 мъже и 45 жени в 44 домакинства и 54 къщи.

## Личности
Родени в Горни Стубол
- Григор (Глигор) Нанов (Нанев) (1887 – ?), български революционер, македоно-одрински опълченец, четата на Тодор Александров и Славчо Абазов, 1 рота на 13 кукушка дружина, Сборна партизанска рота на МОО, носител на орден „За храброст“ IV степен,[5] четник на Дончо Ангелов в 1914[6] и 1915 година,[7] и на Стоян Леков[8] и Дончо Ангелов в 1915 година,[9] жив към 1918 година,[10] от Горни или Долни Стубол
- Григор Циклев (1881 – 1941), деец на ВМОРО и македонската федеративна организация
- Димитър (Мите) Христов Стойков (1882 – ?), македоно-одрински опълченец, сражава се против турците при Малгара, Платана и Шаркьой, против сърбите при Емирица, Пониква, Каменица и Дулица, участва в Българската армия и в Първата световна война (1915–1918), по време на сръбския режим се държи като добър българин, на 5 март 1943 година подава молба за българска народна пенсия, която е одобрена и пенсията е отпусната от Министерския съвет на Царство България[11]
- Марко Арсов, български революционер, деец на ВМОРО, четник на Стоян Леков[12] и на Дончо Ангелов в 1915 година[13]
- Павле, деец на ВМОРО, войвода на четата от Стублите, роден в Горни или Долни Стубол.[14]
- Тодор Саздов (1881 – след 1943), деец на ВМОРО